# Giovanni Segura
Giovanni Segura (ur. 1 kwietnia 1982 w Ciudad Altamirano) – meksykański bokser, aktualny zawodowy mistrz świata organizacji WBA w kategorii junior muszej (do 108 funtów).

## Kariera sportowa
Zawodową karierę rozpoczął w marcu 2003 roku. Do końca 2007 roku stoczył dwadzieścia pojedynków: dziewiętnaście z nich wygrał, a jedna walka zakończyła się remisem. Pokonał m.in. byłego mistrza świata IBF w kategorii słomkowej, Daniela Reyesa (nokaut już w pierwszej rundzie).
26 lipca 2008 roku przegrał na punkty walkę z Cesarem Canchilą, mimo że przed pojedynkiem uchodził za faworyta, a jego rywal już w drugiej rundzie leżał na deskach. Stawką pojedynku był tytuł tymczasowego mistrza świata federacji WBA. 14 marca 2009 roku doszło do pojedynku rewanżowego obu pięściarzy. Tym razem lepszy okazał się Segura, pokonując Kolumbijczyka w czwartej rundzie. Meksykanin miał dużą przewagę przez całą walkę, a Canchila był liczony w pierwszej i drugiej rundzie. Niedługo potem Segura został pełnoprawnym mistrzem świata WBA, ponieważ dotychczasowy mistrz, Brahim Asloum, przez ponad szesnaście miesięcy nie stoczył ani jednej walki i WBA ogłosiła go "mistrzem w zawieszeniu" (Champion in Recess).
W pierwszej obronie mistrzowskiego pasa Segura miał się zmierzyć z Sonny Boyem Jaro, jednak z powodu problemów rywala z wizą do pojedynku tych bokserów nie doszło. W zastępstwie Filipińczyka Segura zmierzył się z Juanito Rubillarem i pokonał go przez techniczny nokaut w szóstej rundzie. Do walki z Sonny Boyem Jaro doszło 21 listopada 2009 roku. Segura ciosem na korpus znokautował rywala już w pierwszej rundzie i po raz drugi obronił tytuł mistrza świata.
Rok 2010 rozpoczął od zwycięstwa przez techniczny nokaut w trzeciej rundzie z Walterem Tello. Zaledwie miesiąc później w pojedynku, którego stawką nie był tytuł mistrza świata, pokonał w czwartej rundzie Ronalda Ramosa.